# Xã Hawley, Quận Clay, Minnesota
Xã Hawley (tiếng Anh: Hawley Township) là một xã thuộc quận Clay, tiểu bang Minnesota, Hoa Kỳ. Năm 2010, dân số của xã này là 474 người.